# Бюст И. А. Бунина (Орёл)
Памятник И. А. Бунину — бюст русского писателя, лауреата Нобелевской премии по литературе И. А. Бунина установлен в сквере областной публичной библиотеки, носящей его имя.

## Описание
Бюст из белого мрамора изготовил скульптор О. А. Уваров. На мраморном постаменте высечена надпись «Моя Отчизна, я вернулся к ней, усталый от скитаний одиноких, и понял красоту в её печали и счастие — в печальной красоте». Памятник был открыт 17 октября 1992 года.